# Центральний банк Косова
Центральний банк Косова (алб. Banka Qëndrore e Republikës së Kosovës) — був заснований в червні 2008 року, в рік коли Республіка Косово проголосила свою незалежність від Сербії, відповідно до закону про центральний банк № 03/L-074. До цього на території Косова і Метохії діяло Центральне банківське управління Косова (алб. Autoriteti Qendror Bankar i Kosovës). Офіційною валютою в банку є євро — це рішення було прийнято в 2002 році в односторонньому порядку, оскільки Республіка Косово офіційно не є членом Єврозони. Штаб-квартира центрального банку розташована в столиці частково визнаної Республіки Косово, Приштині.

## Функції та цілі
Мета існування Центрального банку Республіки Косово (ЦБРК) перераховані у відповідному розділі сьомої статті Закону № 03/L-209. Вони включають: основну задачу — сприяння і підтримку стабільної фінансової системи країни, включаючи безпечну, надійну і ефективну платіжну систему; додаткову мета — сприяння досягненню і підтримці внутрішньої стабільності цін в Республіці Косово.
«Без шкоди для досягнення» даних двох цілей Центральний банк зобов'язаний за законом підтримувати загальну економічну політику уряду. При цьому, він діє відповідно до принципів відкритої ринкової економіки, включаючи свободу конкуренції, яка «сприяє ефективному розподілу ресурсів».

## Правова основа

### Закон про Центральний банк
Закон № 03/L-074 про Центральний банк Республіки Косово говорить, що ЦПК є повноцінною юридичною організацією, яка має можливість «укладати контракти, порушувати судові розгляди і сама підлягає такому розгляду»; крім того, банк має право «придбавати, адмініструвати, утримувати та розпоряджатися рухомим і нерухомим майном». Його капітал складається із затвердженого бюджету — у розмірі тридцяти мільйонів євро — який контролюється державою і може використовуватися тільки в законних цілях. Центральний банк є адміністративним органом, який функціонує незалежно і «під повну автономію своїх провідних керівних органів»; він зобов'язаний звітувати тільки перед Асамблеєю Республіки Косово.

## Завдання
Основними завданнями Центрального банку, як зазначено в 8-й статті закону № 03/L-074, є підтримання стабільної фінансової системи; регулювання фінансових установ відповідно до чинного закону; сприяння створенню безпечної платіжної системи; підтримання належної пропозиції банкнот і монет всередині країни; зберігання і управління міжнародними резервами; збір і складання статистичних даних; робота над досягненням цінової стабільності; інформування уряду про свою діяльність і виконання функцій економічного і фінансового консультанта («банкіра для уряду») і так далі.

### Операції
Центральний банк Республіки Косово має право на відкриття рахунків: він має можливість відкривати і вести рахунки грошових коштів та цінних паперів в національних і міжнародних фінансових установах, а також — в урядових та інших організацій, якщо це необхідно. Центральний банк має можливість працювати на фінансових ринках, з використанням ринкових інструментів, а також — проводити кредитні операції як з банками, так і з окремими підприємствами. Банк має право вимагати від банків наявності мінімальних резервів на депозитних рахунках в самому Центральному банку.

### Управління міжнародними резервами
Відповідно до 15-ї статті закону № 03/L-074, Центральний банк Республіки Косово однієї зі своїх функцій є проведення операцій з міжнародними резервами — і управління такими резервами — відповідно до «кращої міжнародної практики» і з урахуванням цілей існування організації. Центральний банк може тримати в своєму портфелі міжнародних резервів будь-які (або всі) з таких активів: золото і інші дорогоцінні метали; банкноти і монети, виражені в вільно конвертованій валюті; кредитні залишки і міжбанківські депозити; вільно обертаються боргові цінні папери; спеціальні права запозичення (SDR), що зберігаються на рахунку Косово в Міжнародному валютному фонді; резервна позиція Косово в Міжнародному валютному фонді та інших аналогічних міжнародних фінансових організаціях; а також — будь-які інші «ходові» фінансові активи, деноміновані у вільно конвертованих валютах.

### Валюта
Валютою або одиницею обліку, яка використовується Центральним банком і національними ринками як засіб обміну, є євро. Центральний банк одноосібно контролює випуск банкнот і монет, при цьому жодне інша установа не має такого права. Крім того, він управляє обміном банкнот і монет євро, а також заміною банкнот або монет, які мабуть пошкоджено більше ніж на 40 % (40 %) їх поверхні.

### Ліцензування банків
Центральний банк відповідає за ліцензування банків в Республіки Косово.

### Статистика та інформація
Центральний банк може отримувати, збирати і публікувати інформацію, пов'язану з його діяльністю. Він контролює потік інформації, представлений громадськості та засобам масової інформації; він також співпрацює з урядом в публікації статистичних даних та іншої інформації про діяльність, «що стосується всіх сторін-учасниць»